# Rivière Pichoui
Pour les articles homonymes, voir Pichoui.
La rivière Pichoui est un affluent du lac Gaston lequel est traversé vers le nord-est par la rivière Ruban, coulant du côté ouest de la rivière Saint-Maurice, en Haute-Mauricie, en traversant les cantons de Suzor et de Letondal, dans le territoire de La Tuque, dans la région administrative de la Mauricie, au Québec, au Canada.
Ce cours d'eau fait partie du bassin versant de la rivière Saint-Maurice laquelle se déverse à Trois-Rivières sur la rive nord du fleuve Saint-Laurent.
L’activité économique du bassin versant de la rivière Pichoui est la foresterie. Le cours de la rivière coule entièrement en zones forestières. La surface de la rivière est généralement gelée du début de décembre jusqu’au début d’avril.

## Géographie
La rivière Pichoui prend sa source à l’embouchure d’un lac sans nom (longueur : 0,7 km ; altitude : 563 m) dans le territoire de La Tuque. Ce lac est formé en longueur, orienté vers le nord-ouest. Son embouchure est située au nord-est du lac, soit à 15,3 km au nord-ouest de la confluence de la rivière Pichoui et à 137 km au nord-ouest du centre-ville de La Tuque.
À partir de sa source, la rivière Pichoui coule sur 22,7 km, selon les segments suivants :
- 2,7 km vers le nord-est dans le canton de Suzor, jusqu’à un ruisseau (venant du nord) ;
- 4,9 km vers le sud, jusqu’à l’embouchure du lac du Castor (longueur : 1,4 km ; altitude : 458 m) que le courant traverse sur sa pleine longueur ;
- 5,6 km vers le sud, jusqu’au barrage à l’embouchure du lac Ayer Castor (longueur : 3,0 km ; altitude : 443 m) que le courant traverse sur sa pleine longueur tout en recueillant les eaux de la rivière Pichoui Ouest (venant de l'ouest) ;
- 6,3 km vers le sud-est, puis vers l’est, en serpentant en fin de segment jusqu’à la limite du canton de Letondal ;
- 3,2 km vers le sud en traversant une zone de marais et en serpentant jusqu’à la confluence de la rivière[2].

La rivière Pichoui se déverse dans le canton de Letondal, au fond d’une baie sur la rive nord du lac Gaston (altitude : 411 m). À partir de la confluence de la rivière, le courant traverse le lac Gaston sur 2,0 km vers le sud-est, jusqu’au pont ferroviaire du Canadien National. Les lacs Gaston et Huldah sont formés par le barrage Travers érigé sur la rivière Ruban.
La confluence de la rivière Pichoui est située à :
- 26,3 km à l'est du centre du village de Parent (La Tuque) ;
- 5,9 km à l'ouest du centre du hameau de Casey ;
- 37 km à l'ouest du centre du village de Weymontachie ;
- 125 km au nord-ouest du centre-ville de La Tuque.

## Toponymie
Le terme pichoui signifie enfant en langage populaire.
Le toponyme rivière Pichoui a été officialisé le 5 décembre 1968 à la Commission de toponymie du Québec.